# Jean Senebier
Jean Senebier (ou Sénebier) (25 mai 1742, Genève – 22 juillet 1809, Genève) est un naturaliste et météorologue genevois, auteur de nombreux travaux sur la physiologie végétale, notamment sur l'influence de la lumière sur les végétaux, phénomène aujourd'hui connu sous le  nom de photosynthèse.

## Biographie et principaux travaux
Le père de Jean Senebier s'appelait Jean Antoine Senebier ; il était commerçant et, d'après l'acte de baptême, "Citoyen". Sa mère s'appelait Marie Tessier. Il épousa en 1769 Jacqueline de Morsier.
Après avoir fréquenté l'auditoire de philosophie de l'Académie de Genève, il fit des études de théologie (1761-64) et fut ordonné en 1765. Il fut pasteur de Chancy de 1770 à 1773 et bibliothécaire de Genève de 1773 à 1795 et de 1799 à 1809.
Très influencé par l’œuvre de Charles Bonnet, il participe dès 1769 à un concours de l'académie de Haarlem sur l'art d'observer et décroche un premier accessit. Quelques années plus tard, il publia le résultat de ses réflexions méthodologiques sous le titre L'Art d'observer (1775).
Ses premiers articles scientifiques, en l'occurrence quatre mémoires sur le phlogistique et la nature de la lumière, sont publiés dans les Observations sur la physique des années 1776-79. Dès cette époque, Senebier s'intéresse à l'hygromètre, à l'eudiomètre et aux conferves, trois sujets qui préfigurent ses travaux ultérieurs sur la météorologie, la chimie et la physiologie végétale. Paradoxalement pour un théoricien de la méthode expérimentale, l'approche de la végétation développée par Senebier fut d'abord physicienne, c'est-à-dire théorique. Sans doute n'avait-il pas encore réalisé le potentiel de l'analyse chimique, science à laquelle son maître Charles Bonnet ne croyait guère et qu'il apprit auprès de Pierre-François Tingry, un élève de Rouelle. De l'étude de la lumière et de son rôle dans le processus de végétation, Senebier va ainsi passer à l'étude des échanges gazeux entre les plantes et l'atmosphère. Cruciale dans cette évolution thématique et méthodologique fut l'invention de l'eudiomètre ainsi que la parution en 1779 des Experiments upon vegetables d'Ingenhousz. Dans les années suivantes, Senebier s’efforça donc de développer une science expérimentale de la nutrition des plantes basée sur la chimie. Ce fut l'origine des Mémoires physico-chimiques sur l'influence de la lumière solaire pour modifier les êtres des trois règnes de la Nature, et surtout ceux du règne végétal (1782, trois volumes) et des Recherches sur l'influence de la lumière solaire pour métamorphoser l'air fixe en air pur par la végétation (1783). Ces ouvrages, d'une lecture difficile en raison des nombreux tâtonnements expérimentaux et conceptuels de leur auteur, contribuèrent néanmoins à une meilleure connaissance du rôle des échanges gazeux dans la croissance des plantes et du rôle de la lumière solaire dans un phénomène connu aujourd'hui sous l'appellation de photosynthèse. C'est d'une manière tout aussi tâtonnante que Senebier abandonne peu à « peu l'idée du phlogistique comme agent essentiel de l'économie végétale au profit du gaz carbonique et de "l'air inflammable" » (hydrogène), auquel il consacre un autre traité intitulé Recherches analytiques sur la nature de l'air inflammable (1784).
Parallèlement à ces recherches, Senebier entame en 1777 la traduction en français de l’œuvre du naturaliste italien Lazzaro Spallanzani, qu'il devait poursuivre jusqu'en 1807 avec la publication des Rapports de l'air atmosphérique avec les êtres organisés, rédigés à partir des carnets de laboratoire du savant italien.
Senebier peut être considéré comme le fondateur d'une discipline nouvelle, la physiologie végétale, qu'il définit en 1791 dans le volume « Forêts et Bois » de l'Encyclopédie méthodique comme la science des échanges de substances entre les plantes et leur environnement, qui inclut l'analyse de la composition des substances végétales. Cette science expérimentale, qui s'oppose à l'histoire naturelle descriptive, est basée sur la chimie. Malheureusement pour Senebier, sa lente conversion à la chimie nouvelle, entamée vers 1787, ne fut complète qu'en 1796, ce qui rend plus difficile la lecture de ses œuvres antérieures à cette date.
De 1782 à 1789, Senebier fut recruté par l'Académie de Mannheim pour effectuer à Genève des relevés systématiques du baromètre, du thermomètre, de l'hygromètre et de la boussole de déclinaison. Sa participation à ce projet fut peut-être motivée par la croyance, qu'il partageait avec d'autres savants de l'époque, en l'influence météorologique des cycles lunaire et solaire, croyance que les relevés effectués ne tardèrent d'ailleurs pas à infirmer.
Outre Spallanzani, les principaux correspondants étrangers de Senebier étaient des physiciens, des chimistes et des météorologues tels que Marsilio Landriani, Jan Hendrik van Swinden, Alessandro Volta, Jean-Claude de Lamétherie, Antonio Vassalli Eandi, Carlo Luigi Morozzo et Martin van Marum.

### Vie religieuse
Senebier était aussi pasteur protestant (il fut le premier pasteur de Chancy) et il a laissé des publications religieuses.

## Perspective historique
Ce sont Marcello Malpighi et Stephen Hales qui prouvèrent qu'une partie importante de l'énergie que les plantes tirent de leur environnement provient de l'atmosphère, mais aucun progrès n'avait été accompli depuis leurs travaux. Il faudra attendre que Charles Bonnet observe que des feuilles plongées dans de l'eau émettent des bulles de gaz. Joseph Priestley finit par identifier ce gaz comme de l'oxygène. Jan Ingenhousz prouve ensuite la disparition simultanée de l'acide carbonique. C'est Jean Senebier qui prouve le premier clairement que cette activité est limitée aux parties vertes des plantes et seulement quand celles-ci sont exposées au soleil. Il donne pour la première fois une vue complète du processus de nutrition végétale en termes strictement chimiques. Senebier a été aidé dans ses recherches par François Huber.

## Publications

### Comme auteur (sélection)
- Mémoires physico-chimiques sur l'influence de la lumière solaire pour modifier les êtres des trois règnes de la nature, Genève, 1782, 3 vol.
- Recherches sur l'influence de la lumière solaire pour métamorphoser l'air fixe en air pur par la végétation sur Google Livres, Genève, Barthelemi Chirol, 1783
- Considérations sur la méthode suivie par M. l'abbé Spallanzani dans ses expériences sur la digestion, Genève, Barthelemi Chirol, 1783 — Dans la même publication que celle de Spallanzani.
- Recherches analytiques sur la nature de l'air inflammable, 1784.
- Rapport de l'air atmosphérique avec les êtres organisés, Genève, 1807, 3 vol.
- Physiologie végétale, Genève, 1782-1788, 5 vol. 
  - En ligne : vol. 1; vol. 2 ; vol. 5
- Histoire littéraire de Genève, Genève 1786, 3 vol. 
  - En ligne sur Google livres : t. 1 ; t. 2 ; t. 3
- Expériences sur l'action de la lumière solaire dans la végétation, Genève, 1788.
- Essai sur l'art d'observer et de faire des expériences
  - Seconde édition, « considérablement changée et augmentée », Genève, Paschoud, 1802 : t. 1 ; t. 2 ; t. 3 sur Gallica
- Météorologie pratique, Genève, 1810

### Comme traducteur
- Senebier a traduit plusieurs ouvrages de Lazzaro Spallanzani.

### Éponymie
- Une rue de Genève[4] porte son nom.